# У̀
У̀ (minúscula у̀; cursiva: У̀ у̀) es una letra del alfabeto cirílico.

## Uso
⟨У̀⟩ es principalmente usada en los idiomas eslavos meridionales, más comúnmente en el búlgaro y es usado para diferenciar homófonos.
Estos son los qué se denominan acentos "indefinidos" porque pueden estar en cualquier sílaba y no es enlazado a sílabas dadas, y no depende del número de las sílabas independiente – el acento puede estar en cualquiera de ellos: темен̀уга, пристан̀уша.

## Códigos de computación
Siendo una letra relativamente reciente, no está presente en ninguna codificación cirílica legada de los 8-bits codificando, la letra У̀ tampoco es representada directamente por un carácter precompuesto en Unicode;  tiene que ser compuesta como У+◌̀ (U+0300).
| Carácter      | У                         | У                         | у                       | у                       | ̀                       | ̀                       |
| ------------- | ------------------------- | ------------------------- | ----------------------- | ----------------------- | ---------------------- | ---------------------- |
| Unicode       | CYRILLIC CAPITAL LETTER U | CYRILLIC CAPITAL LETTER U | CYRILLIC SMALL LETTER U | CYRILLIC SMALL LETTER U | COMBINING GRAVE ACCENT | COMBINING GRAVE ACCENT |
| Codificación  | decimal                   | hex                       | decimal                 | hex                     | decimal                | hex                    |
| Unicode       | 1059                      | U+0423                    | 1091                    | U+0443                  | 768                    | U+0300                 |
| UTF-8         | 208 163                   | D0 A3                     | 209 131                 | D1 83                   | 204 128                | CC 80                  |
| Ref. numérica | &#1059;                   | &#x423;                   | &#1091;                 | &#x443;                 | &#768;                 | &#x300;                |

## Letras relacionadas y caracteres similares
- U u : Letra latina U
- Ù ù : Letra latina U con acento grave
- Y y : Letra latina Y
- У у : Letra cirílica U
- У́ у́ : Letra cirílica U con acento agudo
- Ў ў : la letra cirílica Corta U
- Ӱ ӱ : Letra cirílica U con diéresis
- Ӳ ӳ : Letra cirílica U con doble acento agudo
- Ү ү : La letra cirílica U recta
- Ү́ ү́ : La letra cirílica recta U con acento agudo
- Ұ ұ : La letra cirílica U recta con trazo